# Château de Hillsborough
Le château de Hillsborough est une résidence officielle du gouvernement d'Irlande du Nord. C'est la résidence officielle du secrétaire d'État pour l'Irlande du Nord  et la résidence officielle en Irlande du Nord du roi Charles III et d'autres membres de la famille royale britannique en visite dans la région, ainsi qu'une maison d'hôtes pour les éminents visiteurs internationaux.
De 1924, et jusqu'à la suppression du poste en 1973, c'est la résidence officielle du gouverneur d'Irlande du Nord. Depuis avril 2014, il est géré par l'organisme appelé "Historic Royal Palaces" et est ouvert au public à certaines dates .

## Histoire ancienne

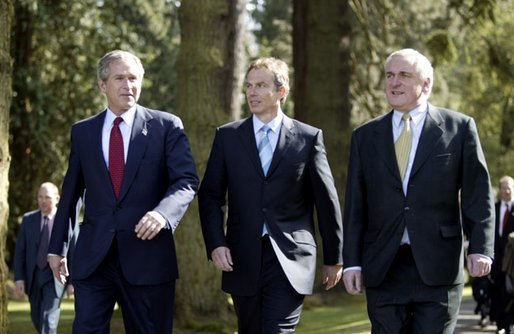
Le président américain George W. Bush, le Premier ministre britannique Tony Blair et le Taoiseach irlandais Bertie Ahern au château de Hillsborough le 8 avril 2003.

Le château de Hillsborough, qui est situé dans le village de Hillsborough au nord-ouest du comté de Down, n'est pas un vrai Château fort. Il s'agit d'une maison de campagne géorgienne construite au XVIIIe siècle pour la famille Hill, marquis de Downshire, qui en est propriétaire jusqu'en 1922, lorsque le 7e marquis de Downshire vend le manoir et ses terrains au gouvernement britannique. En l'achetant, le gouvernement résout un problème pratique. En vertu de la Loi sur le gouvernement de l'Irlande de 1920, une nouvelle région distincte du Royaume-Uni appelée Irlande du Nord est créée dans la province traditionnelle d'Ulster, moins trois comtés - Cavan, Donegal et Monaghan - qui deviennent partie intégrante de l'État libre d'Irlande. L'autorité exécutive est confiée à la fois à l'Irlande du Nord et à sa région sœur, l'Irlande du Sud, au Lord-lieutenant d'Irlande, qui est censé être l'une des deux fonctions de toute l'Irlande (avec le Conseil d'Irlande) dans la nouvelle structure du gouvernement autonome. Cependant, ce poste est supprimé par une loi, à la suite du traité anglo-irlandais de 1921, qui voit la naissance mort-née de l'Irlande du Sud (qui n'existait en réalité que sur papier) et établit l'État libre d'Irlande .
Un nouveau poste pour la seule Irlande du Nord est créé, celui de gouverneur d'Irlande du Nord. Comme le Viceregal Lodge à Dublin est indisponible, une nouvelle résidence est nécessaire. Le château de Hillsborough, bien qu'en dehors de la plus grande ville d'Irlande du Nord, Belfast, est considéré comme l'emplacement approprié. Après quelques rénovations, le premier gouverneur, James Hamilton (3e duc d'Abercorn), emménage en 1925. Devenu la résidence officielle du gouverneur, le bâtiment est officiellement rebaptisé Government House .
Dans l'enceinte du château se trouvent un certain nombre d'arbres plantés par les résidents et les visiteurs du domaine. Il s'agit notamment d'un arbre (Abies albertiana) planté par le duc d'Abercorn, le premier gouverneur d'Irlande du Nord, en octobre 1925 .

## Histoire récente

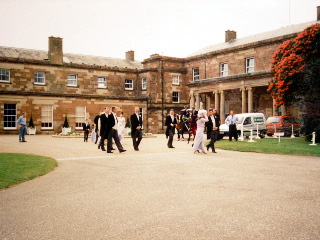
Les hôtes quittant le château de Hillsborough pour se promener dans son parc, 2006.

À la suite de la décision de supprimer le gouvernement décentralisé de l'Irlande du Nord et d'instituer le gouvernement direct depuis Londres en mars 1972, tous les postes gouvernementaux d'Irlande du Nord, notamment celui de gouverneur et de premier ministre d'Irlande du Nord, sont supprimés. Ces deux postes sont combinés pour créer le poste de Secrétaire d'État pour l'Irlande du Nord. En tant que représentant de la reine, le secrétaire d'État emménage au château de Hillsborough à cette époque .
Le château de Hillsborough continue à être utilisé pour d'importantes réunions et conférences : c'est le lieu de la signature de l'accord anglo-irlandais le 15 novembre 1985  et Mo Mowlam innove en ouvrant le vaste terrain du château au public en avril 1999 .
La reine Elizabeth II et le duc d'Édimbourg séjournent au château de Hillsborough lors de leur visite en Irlande du Nord dans le cadre de la tournée du Jubilé d'or du Royaume-Uni en 2002 et le président des États-Unis de l'époque, George W. Bush, visite le château en 2003 .
La maison est également utilisée en janvier 2010 pour des entretiens entre le Premier ministre britannique Gordon Brown, le Taoiseach irlandais Brian Cowen et des représentants du Parti unioniste démocratique (DUP) et du Sinn Féin sur la crise de la police nord-irlandaise qui menaçait de faire dérailler le partage du pouvoir et de effondrement de l'exécutif d'Irlande du Nord. Puis, en avril 2014, le prince de Galles organise une investiture au château de Hillsborough, la première à se tenir en Irlande du Nord depuis que le lieu est devenu un palais royal .

## Galerie

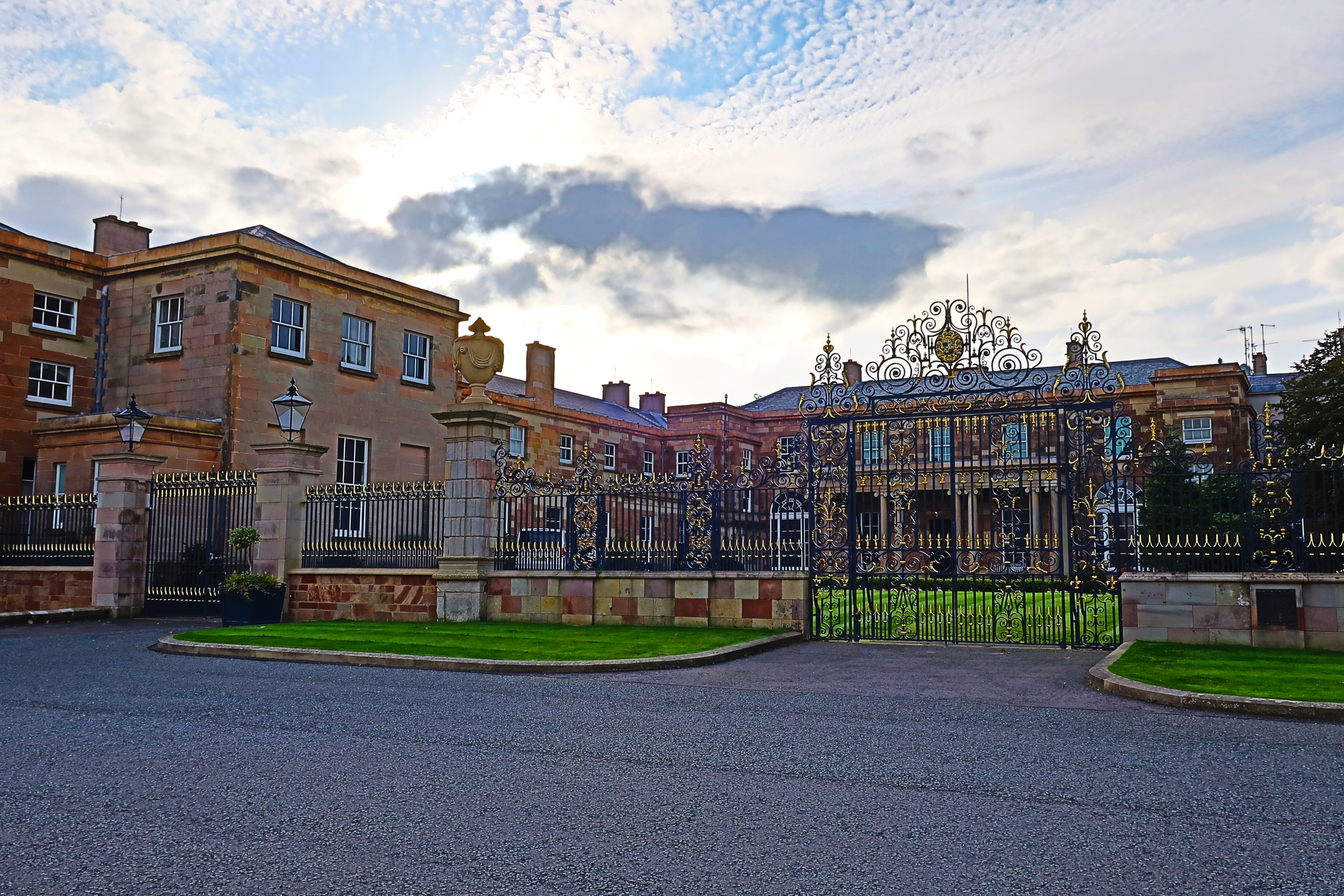
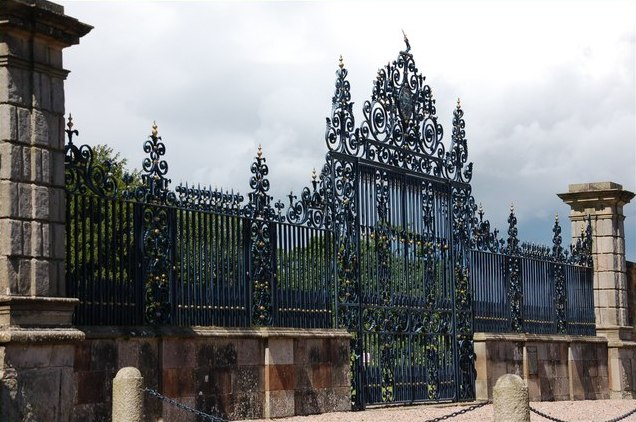
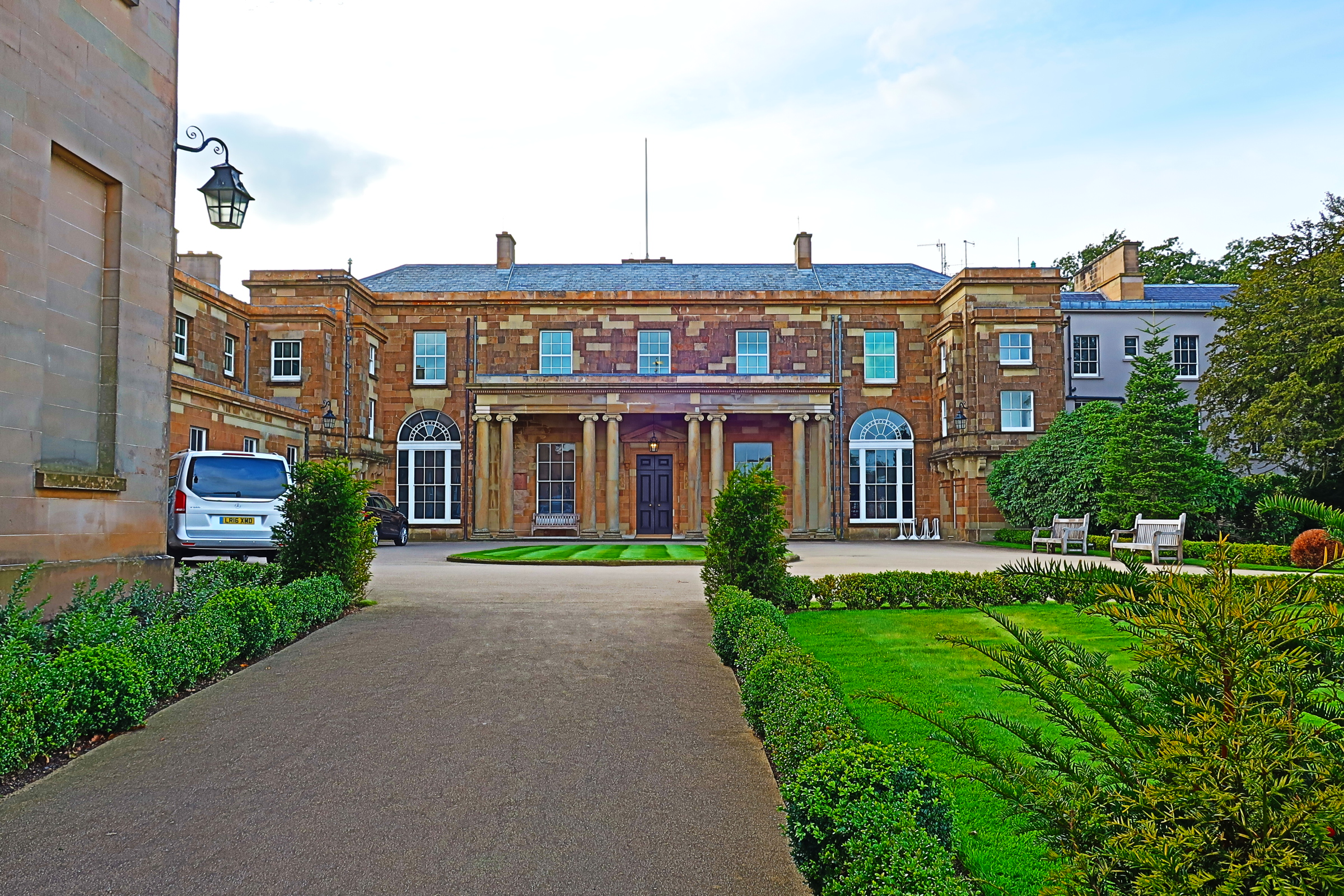
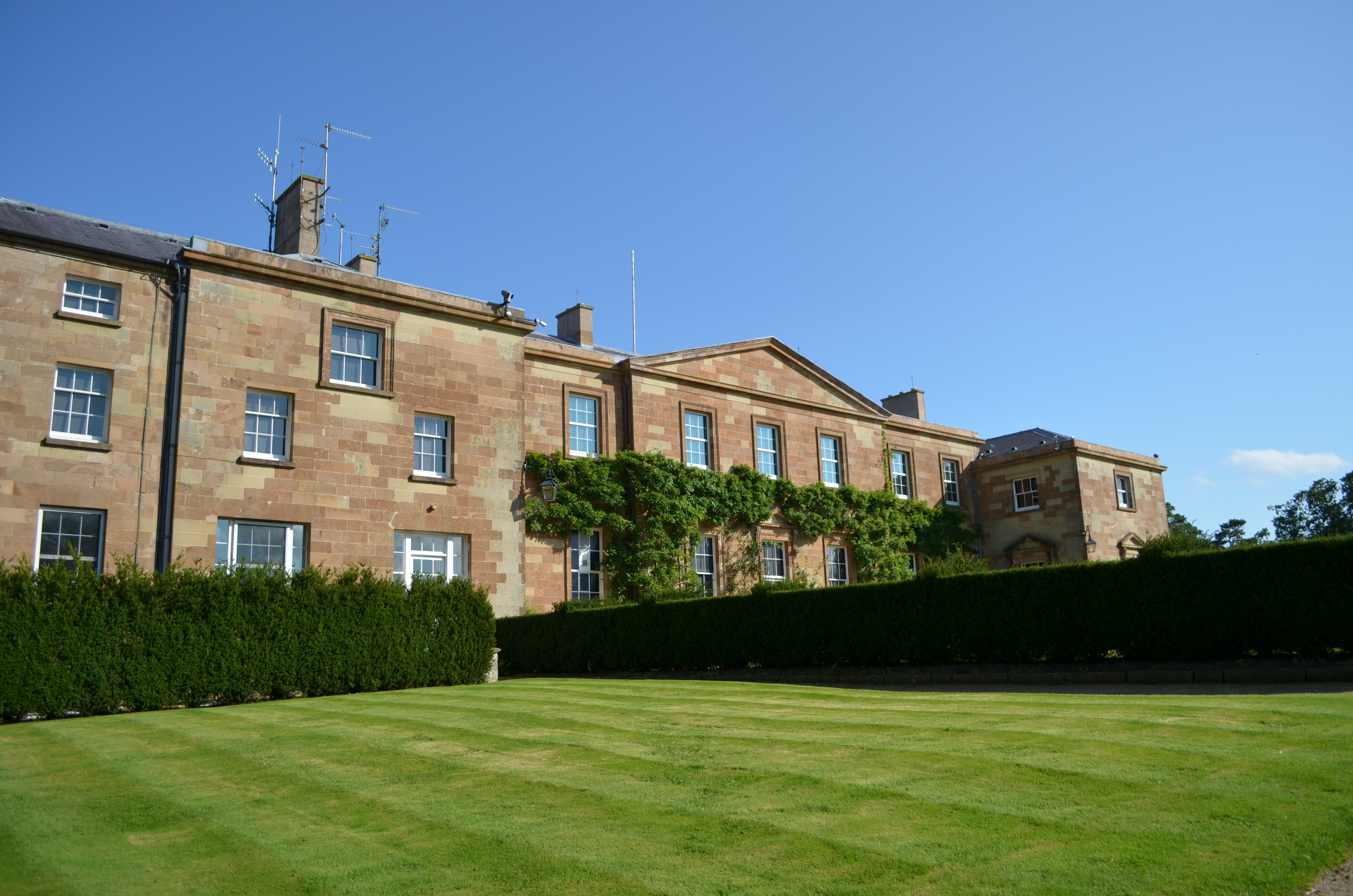